# Силла, Карин
Анна Карин Силла (фр. Anne Karine Silla; род. 6 июля 1965, Дакар) — французская актриса, сценарист, режиссёр и модель.

## Семья
Карин Силла родилась в Сенегале в семье дипломатов. Отец Карин — француз, мать — уроженка Сенегала. Её сестра — кинорежиссёр и продюсер Виржини Бессон-Силла, супруга Люка Бессона. Работая в киноиндустрии Франции, Карин Силла в начале 1990-х годов была близко знакома с Жераром Депардьё. В 1992 году у них родилась дочь Роксана. 18 декабря 1998 года Карин вышла замуж за швейцарского актёра и кинорежиссёра Венсана Переса. На следующий год у них появляется дочь Иман, а в 2003 году — близнецы Пабло и Тесс.

## Фильмография (избранное)

### Актриса
- 1988: Сангины
- 1992: Жан Гальмо, авантюрист
- 1994: Кордье, судья и шпик (Les Cordier, juge et flic), сезон 2 (Амелия)
- 1995: Кордье, судья и шпик (Les Cordier, juge et flic), сезон 3 (Амелия)
- 1996: Кордье, судья и шпик (Les Cordier, juge et flic), сезон 4 (Амелия)
- 1997: Кордье, судья и шпик (Les Cordier, juge et flic), сезон 5 (Амелия)
- 1998: Кордье, судья и шпик (Les Cordier, juge et flic), сезон 6 (Амелия)
- 1997: «Женщина в белом» (Лилия)
- 1997: Суд Соломона (Le jugement de Salomon) (мини-сериал)
- 1997: Чудо в Эльдорадо (ТВ)
- 1998: Слова любви
- 1999: Нечего сказать
- 2000: Выходи за меня *Светлана)
- 2002: Кожа ангела (Лаура)
- 2003: Это легче верблюду… (Селин)
- 2003: Я, Цезарь…
- 2009: Я буду скучать (Жанна)

### Режиссёр
- 2002: Кожа ангела
- 2011: Поцелуй бабочки,

в настоящее время[уточнить] работает над фильмом «Африканский Дед Мороз».
Автор романа «Господин смерти» (Paris, Editions Plon, 2014).

## Дополнения
- Карин Силла (на немецком языке)